# Kasendorf
Kasendorf er en købstad (markt) i Landkreis Kulmbach, Regierungsbezirk Oberfranken i den tyske delstat Bayern. Den er administrationsby for Verwaltungsgemeinschaft Kasendorf.

## Geografi

### Inddeling
Ud over Kasendorf, er der i kommunen disse landsbyer og bebyggelser
| - Azendorf - Döllnitz - Heubsch - Krumme Fohre - Lindenberg - Lopp | - Neudorf - Peesten - Reuth - Welschenkahl - Zultenberg |

Byen ligger ved Bundesautobahn 70.